# شلالات مونتمورنسي

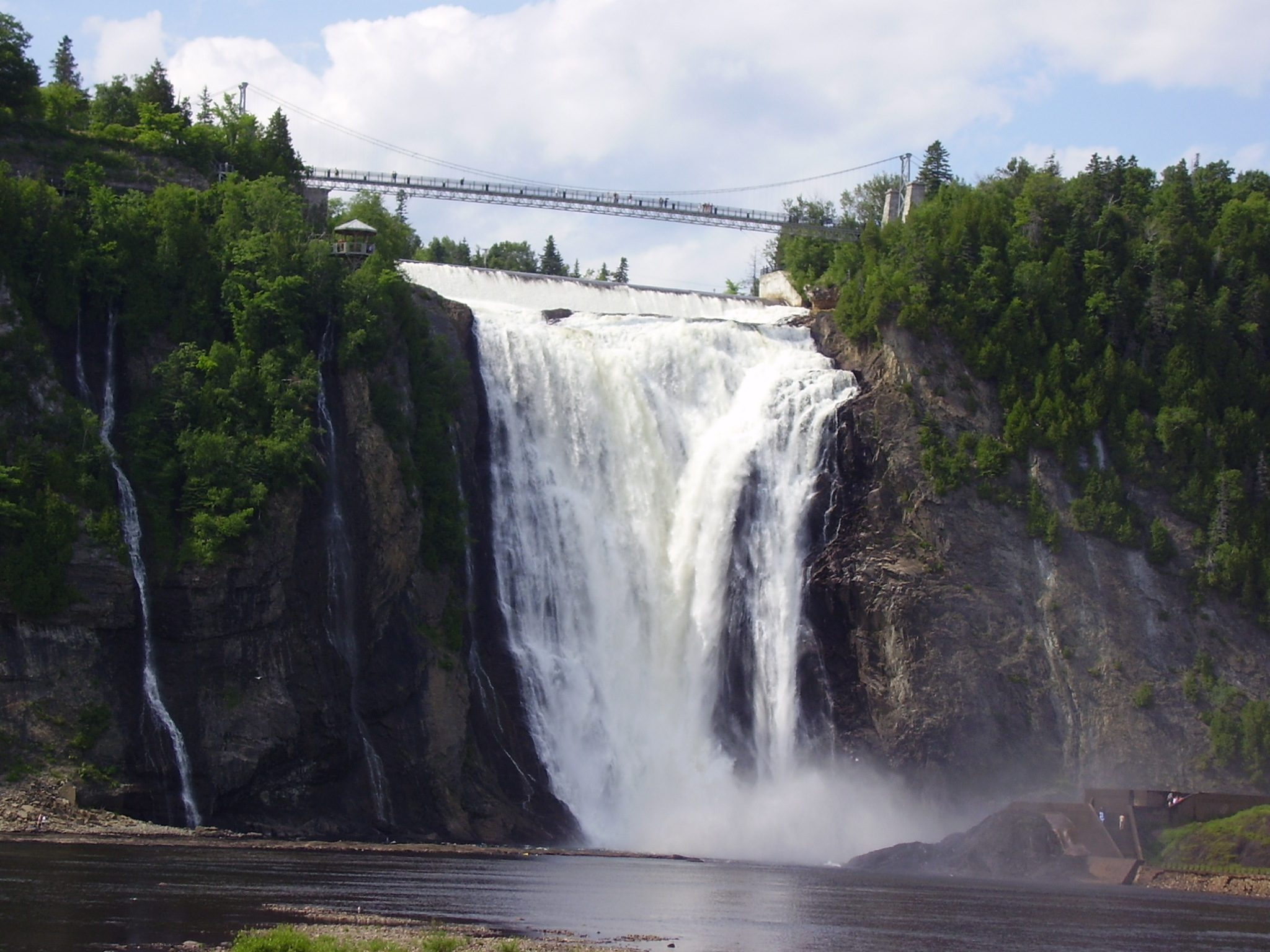
شلالات مونتمورنسي

شلالات مونتمورنسي ((بالفرنسية: Chute Montmorency)‏) هي أكبر شلالات موجودة على نهر مونتمورنسي في كيبك في كندا. وتقع الشلالات على الحدود بين منطقة بيوبورت،مدينة كيبك ومنطقة بيوشاتل،كيبك، وتبعد بحدود 12 كم عن قلب مدينة كيبك. المنطقة المحيطة بالشلالات محمية داخل حديقة شلالات مونتمورنسي.
ويصل ارتفاع الشلالات إلى 84 متر (275 قدم)، وبعرض 46 متر (150 قدم)، وهي أطول الشلالات داخل مقاطعة كيبك، وترتفع بـ 30 متر (98 قدم) عن شلالات نياجرا. تصل منطقة حوض النهر إلى عمق 17 متر (56 قدم).